# トヨタ・カリーナ
カリーナ（CARINA）は、トヨタ自動車が1970年から2001年まで生産、販売していたセダンを中核とするフルCセグメント（当時）相当の乗用車である。この項目では以下のモデルについても記述する。
- カリーナハードトップ
- カリーナバン
- カリーナクーペ
- カリーナサーフ

## 概要
車のキャラクターを象徴したキャッチコピーである「足のいいやつ」と、千葉真一出演のCM（4代目まで出演）が有名である。 
シャシは、初代よりトヨタの代表的なスペシャリティカーであるセリカと共用しており、3代目まではモデルチェンジも常にセリカと歩調を合わせてきた。4代目のT150系より前輪駆動化して以降はコロナとシャシが共用化された。
コロナが「落ち着いたファミリーセダン」である反面、カリーナは「スポーツ感覚を忘れない4ドアセダン」というキャラクターを前面に打ち出していた。
4ドアノッチバックセダンのほか、過去には2ドアノッチバックセダン、2ドアハードトップクーペ、3ドアリフトバッククーペ、ライトバン、ステーションワゴンもラインナップされていた。
取扱い販売店は主にトヨタ店であったが、東京地区は1970年（昭和45年）12月から1989年（平成元年）9月までは東京トヨペットとの併売、大阪地区では大阪トヨペット（現在は名称変更で大阪トヨタ）での取扱い、沖縄地区では沖縄トヨタが本土復帰後もトヨタ・コロナを取扱っていた関係で1979年（昭和54年）9月まではトヨタオート沖縄（後のネッツトヨタ沖縄）での取扱いとなっていた。当時トヨタが好んで乗用車に使っていた頭文字が「C」の車名で、「りゅうこつ座」を意味する英語に由来する。
1970年（昭和45年）12月にセリカと共に登場し、2001年（平成13年）12月にコロナプレミオと共に販売を終了した。この姉妹関係はアリオン／プレミオにそのまま引き継がれた。

## 初代 A1#/3#型（1970年 - 1977年）
- 1970年12月1日 - 発売。

2ドアセダンと4ドアセダンのボディ形状がラインナップされた。コロナとほぼ同等のサイズのボディに、丸形4灯式ヘッドランプの内外を分けたフロントマスクと、縦長のリアコンビネーションランプなど、独特のスタイルを特徴とする。テレビCMに千葉真一が出演(最初期には池田駿介がCMキャラクターを務めていた)。千葉のCM登場にして大ヒットとなり、当時としては長期の7年間にわたって販売された。発売当時のキャッチフレーズは、「気になる男のエキサイティング・ミディ」(池田駿介出演時代)、中・後期型のキャッチフレーズは、「足のいいやつ」(千葉真一出演時代より4代目まで使用)だった。
- 1971年4月 - 2ドアセダン1600GT追加。

セリカGTと同じ2T-G型1600DOHCエンジンが搭載された。三國工業製ソレックスキャブレターを2連装し、最高出力は115PS（レギュラーガソリン仕様の2T-GR型は110PS）であった。
- 1972年8月 - マイナーチェンジ。

内外装の意匠が変更された。米国の法規改正に対応して、ガソリンタンクがトランク床面下から後部座席背面に移設され、燃料ホースに補強材の入ったブレードホースを用いて安全が向上されたほか、全車にチャコールキャニスター（燃料蒸発ガス排出抑止装置）が装備された。また、コラムシフト車が廃止となった。前部はスモールライト、後部はウインカーが独立した。
- 1972年12月 - 2ドアハードトップ追加。

単なるセダンの2枚ドア版ではなく、ボディパネルを一新し、外観上はセダンとはまったく別の車に仕上がった。ドアパネルは4代目コロナハードトップ（RT90系）のものが流用された。ハードトップは1600シリーズ全車にフロントディスクブレーキが装備された。スポーツモデルの1600STとSRはOHVツインキャブの2T-B/BRエンジンを搭載した。これと同時に2ドアセダンの1600GTが4ドアセダンの1600GTに差し替えとなった。
- 1974年1月 - マイナーチェンジ。

フロントグリルがハードトップと同意匠のものに変更され、1400スーパーデラックスと2000シリーズが追加された。18R-G型エンジン搭載の2000GT（ハードトップのみ）は、マニュアルトランスミッションがポルシェシンクロタイプのP51型となった。ハードトップスーパーデラックスにタコメーターが装備された。ラジエーターリザーバータンクが全車に採用された。
- 1975年1月 - 4ドアセダンに2000TTC-V（トヨタ複合渦式 = ホンダのCVCC技術）車追加

エンジンは19R型（OHCシングルキャブ・80PS・トヨタ複合渦流方式。昭和50年排出ガス規制適合）が搭載され、トランスミッションは5MTのみが設定された。
- 1975年10月 - マイナーチェンジ。

昭和50年排出ガス規制適合で、全車の型式がA30型となった。「BIG（ビッグ）カリーナ」のキャッチコピーが示す通り、全長・全幅・ホイールベース・トレッドがそれぞれ拡大し、内装などが大幅に変更された。排出ガス対策に伴う出力低下で1400シリーズを廃止し、1800シリーズが新設された。
- 1975年12月 - バンシリーズ追加。

30系カローラバンのバックドアが流用され、リアコンビランプを矩形として後部の意匠をカローラバンと差別化した。バンの生産には日野自動車・羽村工場が参加した。
- 1976年3月 - 1600TTC-L（トヨタ希薄燃焼方式）車追加、ハードトップにもTTC-V車追加。

12T型エンジンを搭載し、昭和51年排出ガス規制に適合した。2000TTC-V車も昭和51年排出ガス規制に適合した。
- 1977年3月 - 新1800シリーズ発売。

エンジンが昭和51年排出ガス規制適合の3T-U型（トヨタ触媒方式）に変更された。
- 1977年7月 - 初代モデル生産終了。
- 1977年8月 - 後述する2代目モデルへフルモデルチェンジ。

生産終了前月までの国内新車登録台数の累計は71万5680台

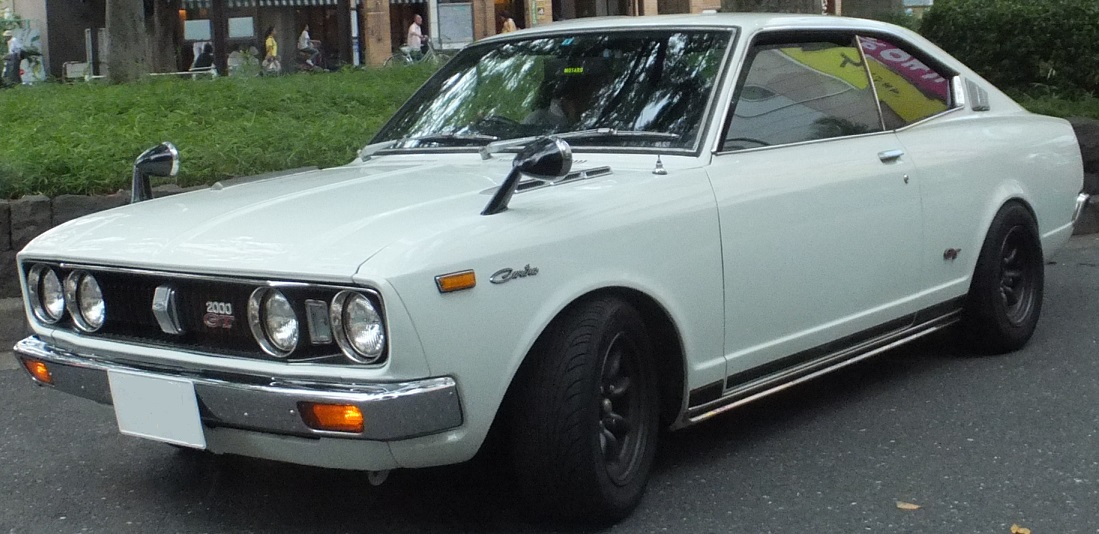
2ドアハードトップ2000GT
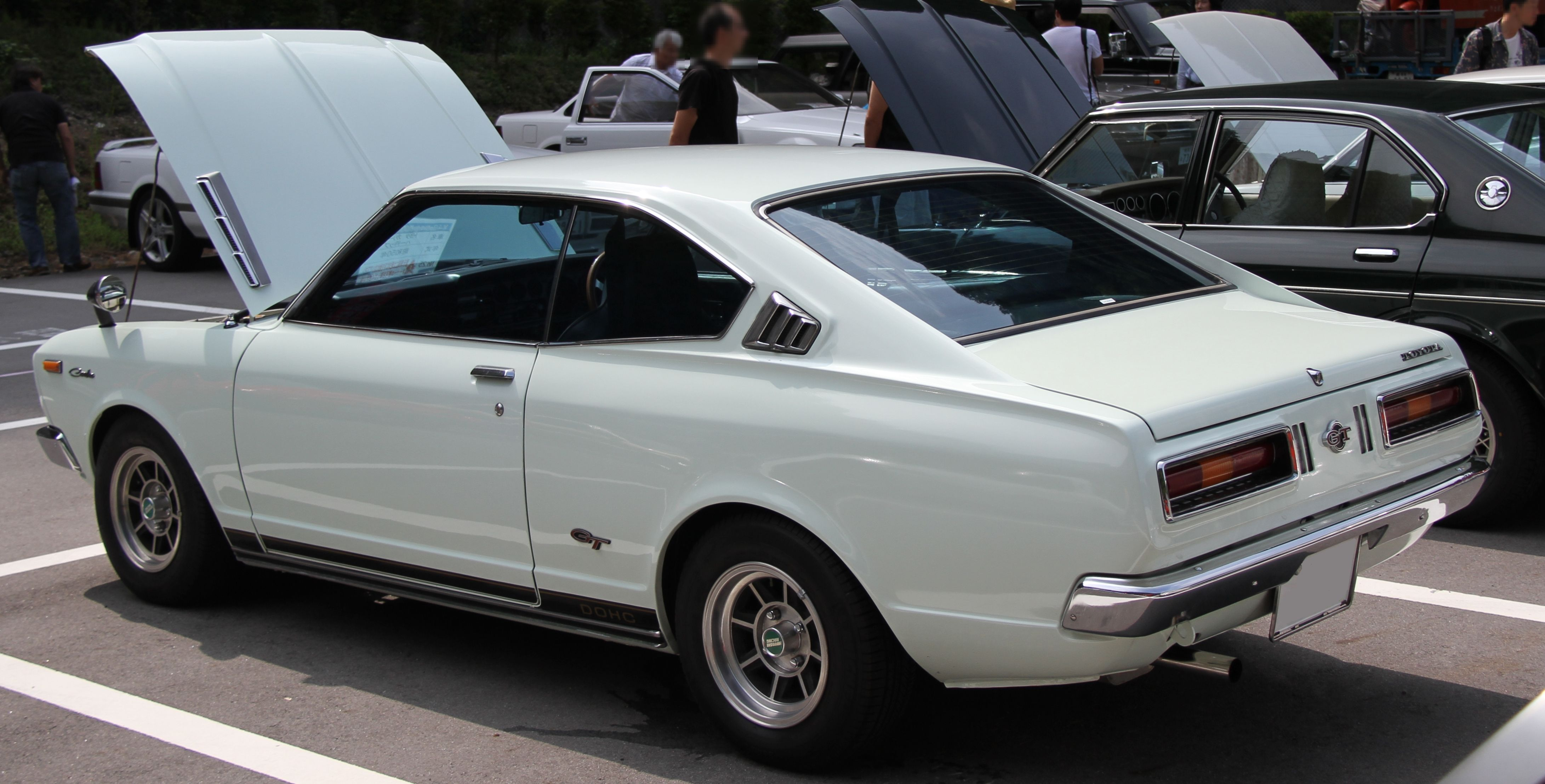
2ドアハードトップ1600GT リア

## 2代目 A4#型（1977年 - 1981年）
- 1977年8月 - フルモデルチェンジ。このうち、2ドアセダンと2ドアハードトップはこの代で最後となる。
- 1977年11月 - 1800シリーズのMT車は、3T-Uエンジンを昭和53年排出ガス規制適合の13T-Uに変更。
- 1978年5月 - GTとバン以外の1,600cc車に3速AT車追加。1,800ccの3速AT車も13T-U型エンジンへ移行。1600GTの2T-GEU型エンジンが昭和53年排出ガス規制適合。110PSから115PSに出力が向上された。衝撃吸収ウレタンバンパーがオプション設定されていた。
- 1978年9月 - 3T-EU型エンジン(1,800cc・OHV・EFI)搭載のST-EFI、SR-EFIが追加された。当初は5MTのみの設定。昭和53年排出ガス規制適合。同時に、2000GTの18R-GU型エンジンのEFI化（18R-GEU型）により、昭和53年排出ガス規制適合。また、18R-U型エンジンも21R-U型に変更、昭和53年排出ガス規制適合。乗用シリーズは全て昭和53年排出ガス規制に対応完了。リヤエンブレムが「TOYOTA」から「TOYOTA CARINA」に変更された。
- 1979年2月 - 特別仕様車として、セダン1600DXベースの｢マイライフ｣、ハードトップ1600DXベースの｢マイロード｣、ハードトップ1800ST-EFIベースの｢スポーティ・スペシャル｣を発売。
- 1979年8月 - マイナーチェンジでスラントノーズの角形4灯ライトに変更（バンは従来どおり丸形4灯）と、ナンバープレートの位置が、バンパー下からリヤコンビネーションランプの間に変更。リヤコンビネーションランプの意匠変更（テールランプに組み込まれていた後退灯が独立し、ナンバープレートを囲む位置に移動）がされ、スタイルを一新する。3T-EU型エンジンに4速ATが追加された。2ドアセダンのスーパーデラックスは廃止された。バン1400シリーズ廃止。バン1600シリーズは12T-J型エンジンに変更と同時にATが追加された。CMソングは伊東ゆかりの「エンドレス」。
- 1980年1月 - セダンの姉妹車である「セリカ・カムリ」が登場する。こちらはセリカと同じトヨタカローラ店での取り扱い。また、同年4月に発足したばかりで初代ビスタが登場する前まではトヨタビスタ店でも取り扱っていた。
- 1980年8月 - 仕様変更。21R-U型エンジン搭載車のATが3速ATから4速ATに変更された。
- 1981年3月 - 仕様変更。GTにツートーンカラーを追加設定。ハードトップ1800(13T-U)のSEとSRが設定廃止となった。

販売終了前月までの新車登録台数の累計は60万9701台

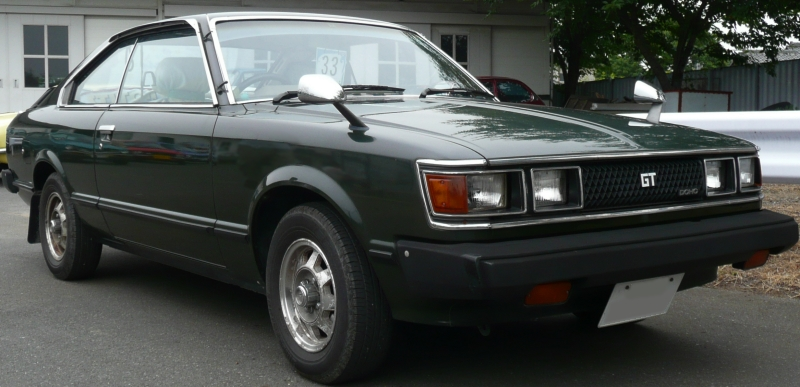
2ドアハードトップ 2000GT（後期型）

## 3代目 A6#型（1981年 - 1988年）
- 1981年9月 - フルモデルチェンジ。最後の後輪駆動モデル。この代から、シャーシはコロナ（翌年モデルチェンジ）と共用となった。1800SEにはパワーウインドウも設定され、のちにFF1800SEエクストラの嚆矢となる「エクストラ・エディション」も追加された。CM出演では、千葉真一のほかに岸本加世子も加わった（岸本は、4代目でも出演した）。
- 1981年と1982年には、横田紀一郎率いるTeam ACP[注釈 3]の手により1台のカリーナ1500がパリ=ダカールラリーに参戦[注釈 4]。特に1982年は、同チームのFJ60型ランドクルーザー2台をサポートに久保田勝/内田正洋組が総合34位で完走、市販車無改造クラス、2輪駆動クラス、バギークラス、マラソンクラスの4部門制覇を達成し、それを記念した限定車｢ロード・ランナー｣も発売された。
- 1982年2月 - 5ドアワゴンの「サーフ」シリーズが追加された。カリーナ発売以来、初の5ドアワゴンであった。セダンとバンに1C型1,800cc・OHCディーゼルエンジンが追加された。
- 1982年5月 - 1500SE追加。
- 1982年6月 - 主に女性ユーザー向けの1500JEUNE（ジュン）追加。
- 1982年10月 - 日本初のDOHCターボエンジン（3T-GTEU型・1,800cc・160PS ツインスパークプラグ式）搭載のGT-T/GT-TR追加（コロナ、セリカと同時発売）。CMのキャッチコピーは、「鬼に金棒、ツインカムにターボ」だった。これに伴い、18R-GEU型エンジン搭載の2000GTが廃止された(コロナ、セリカも同様)。
- 1983年5月 - マイナーチェンジ（バン除く）。ドアミラーが設定された（フェンダーミラーを選択することもできた）。フロントグリルは横スリット線の本数が増えた新デザインとなり、テールライトのデザインも変更された。GT系に15インチタイヤ/アルミホイールが設定される。1600GTは、それまでの2T-GEU型エンジンに替わり4A-GEU型エンジンが搭載される（1,600cc・DOHC16バルブ）グレードは1600GT/1600GT-R。3T-EU型エンジンは廃止された。
- 1983年8月 - バンシリーズをマイナーチェンジ。12T-J型エンジンが5K-J型・1,500ccOHVに変更された。
- 1984年5月 - FF4ドアセダン（T150系）追加に伴い車種整理。SEとSTを廃止。GT系を中心としたマイナーチェンジが行われ、ドアミラーが可撓式から可倒式に。GT系にカラードバンパーが標準設定、スポーツシート装着車の配色が変更された。ここまでの累計新車登録台数は29万9080台[5]。
- 1985年8月 - さらに車種整理が行われ、1600GTはFFセダンに移行。3代目モデルの1800ツインカムターボエンジン追加時に廃止になった2000GT系のグレードも1600スポーツモデル同様FFとなり、2000GT-Rとして復活(同時に1800ツインカムターボは廃止。FFのスポーツモデルはT160系となる)。クーペは新たに4ドアハードトップとして生まれ変わり、駆動方式もT150・160系セダン同様FFに変更した「カリーナED」になった。従来のFRセダンは1500STD/DX、SG/1800SGのみとなる。サーフ、バンは継続販売された。
- 1988年5月 - FRセダン/サーフ/バンの販売終了。
- なお、スポーツモデルに関しては4A-GEUエンジンを搭載していたため、当時販売していたAE86のセダン版として後にドリフトのベースとなることが多かった。

## 4代目 T15#/16#型（1984年 - 1988年）
- 1984年5月 - カリーナFF4ドアセダン（T150系）を発売。FFコロナとプラットフォームを共用する横置きエンジンの前輪駆動となる。スタイルは先代を踏襲し、異型2灯式ヘッドライトとした。上級モデルにはエアロパーツをオプション設定。全ラインナップをFFに置換えるのではなく、先代を継続販売しながら徐々に車種を追加、交代する方法がとられた。ボディは4ドアセダンのみで、クーペ、ワゴン、バンは前モデルが継続販売された。1,800ccはエンジンが電子制御セントラルインジェクション(Ci)化され、2000ディーゼルも追加された。その他は1,600ccEFI「4A-ELU型」と1,500ccキャブ「3A-LU型」が搭載された。1600SGのみ日本初のリーンバーンエンジンが搭載された。1800SEの派生車種、1800SEエクストラも同時に追加された。
- 1985年8月 - スポーツモデルの1600GT、1600GT-R、2000GT-Rを追加（T160系）。エンジンは、1,600ccは4A-GELU、2,000ccは3S-GELUを搭載。カリーナが3S-GE系エンジンを搭載したのは、このモデルが最初で最後だった。また、スポーツモデルは5穴ホイールとなる。
- 1986年5月 - マイナーチェンジ。フロントグリル及びリアコンビネーションランプの意匠が変更された。1800SEエクストラの成功を受け、1500SGエクストラが追加された。

販売終了前月までの新車登録台数の累計は39万3526台

## 5代目 T17#型（1988年 - 1992年）
- 1988年5月 - フルモデルチェンジ。角が取れてやや丸みを帯びたフォルムは、この当時のカースタイリングの時流に沿ったものである。サーフ（ワゴン）とバンもフルモデルチェンジされ前輪駆動となる。エンジンは1,800ccの4S-Fi型、1,600ccの4A-GE型と4A-FE型、1,500ccの5A-F型、2,000ccディーゼルの2C型。バンは1,500ccの3E型、2,000ccディーゼルの2C型。
- この代より「足のいいやつ」のキャッチコピーが使われなくなり、スポーツセダンの雰囲気が希薄になる。キャッチコピーは「いつもあたらしいふたりに。ときめきのカリーナ」[注釈 5]。CM出演者は、前期が松本孝美・瀬川博、後期が山口智子・冨家規政。CMソングは、前期がサーカスの「情熱よ![注釈 6]」、後期が鈴木雅之の「たとえきみがどこにいこうと」→安全地帯の「いつも君のそばに」が使用された。
- 1988年12月 - セダンにセンターデフ方式フルタイム4WD車が追加された（AT175型）。エンジンは1,600cc、4A-FE型のみの設定となっている。
- 1989年8月 - 「Gリミテッド」の4A-GE型エンジンが高圧縮ハイオクガソリン仕様となり最高出力が140PSに[注釈 7]。
- 1990年5月 - マイナーチェンジ。フロントグリルがT型に、リアコンビネーションランプが3分割から明るいレンズで膨らんだ2分割に変更された（バンの前面は変更無し）。エンジンは乗用のガソリン車が全車EFI化され、1,800ccが4S-FE型、1,500ccが5A-FE型が搭載された。FF車用の1,600ccは、ハイカム・ハイパワー仕様の4A-FHE型に変更され、105PS→110PSに向上した。4WD車は引き続き4A-FE型が搭載された。サーフに2,000cc2C型ディーゼルが追加された（CT170G型）。運転席エアバッグがオプションとして装着可能となった。
- 1992年7月[7] [8] ｰ セダン/バン/ワゴンとすべて生産終了。以降は在庫対応分のみの販売となる。
- 1992年8月 - 6代目と入れ替わってバン/セダン/ワゴン販売終了。バンとワゴンは3か月後に発売されたカルディナが後継車となる。販売終了前月までの新車登録台数の累計は45万3103台[9]。

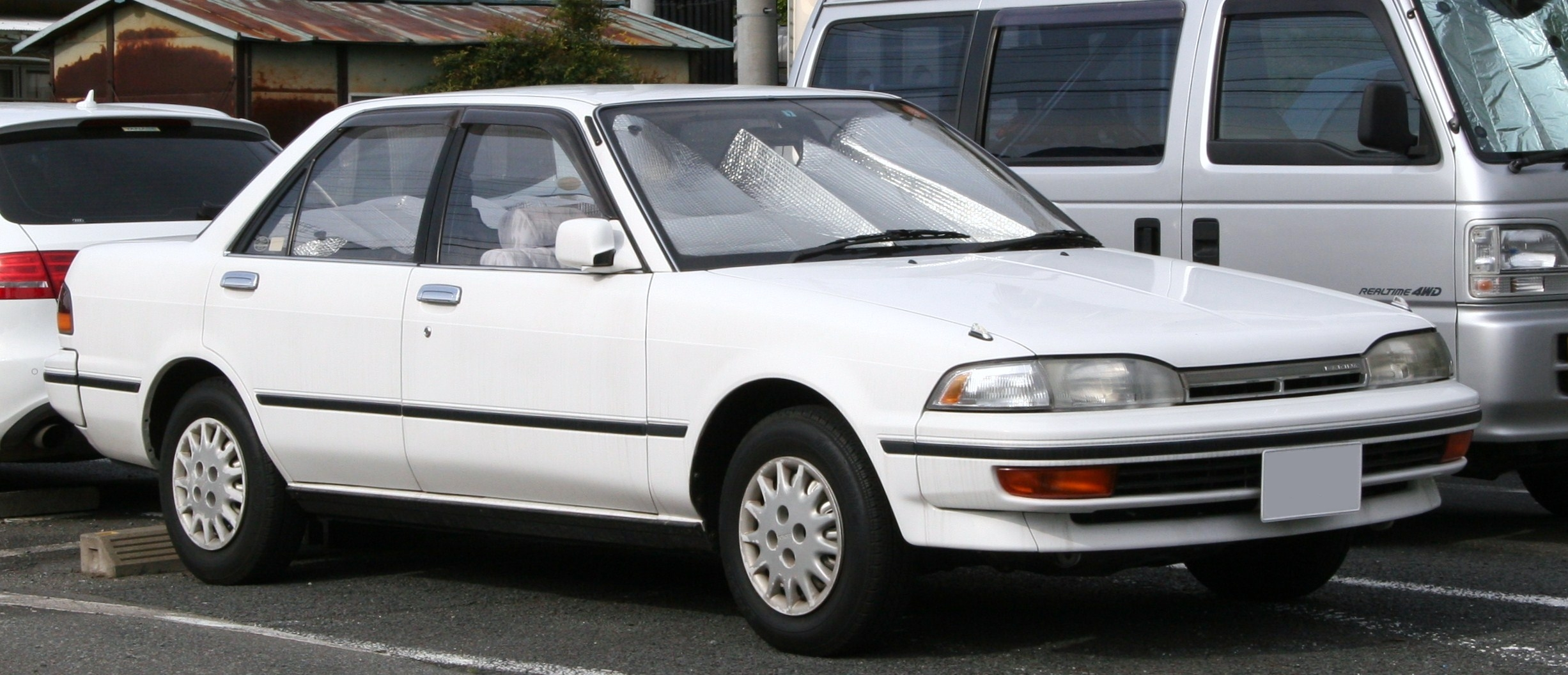
後期型 SGエクストラ
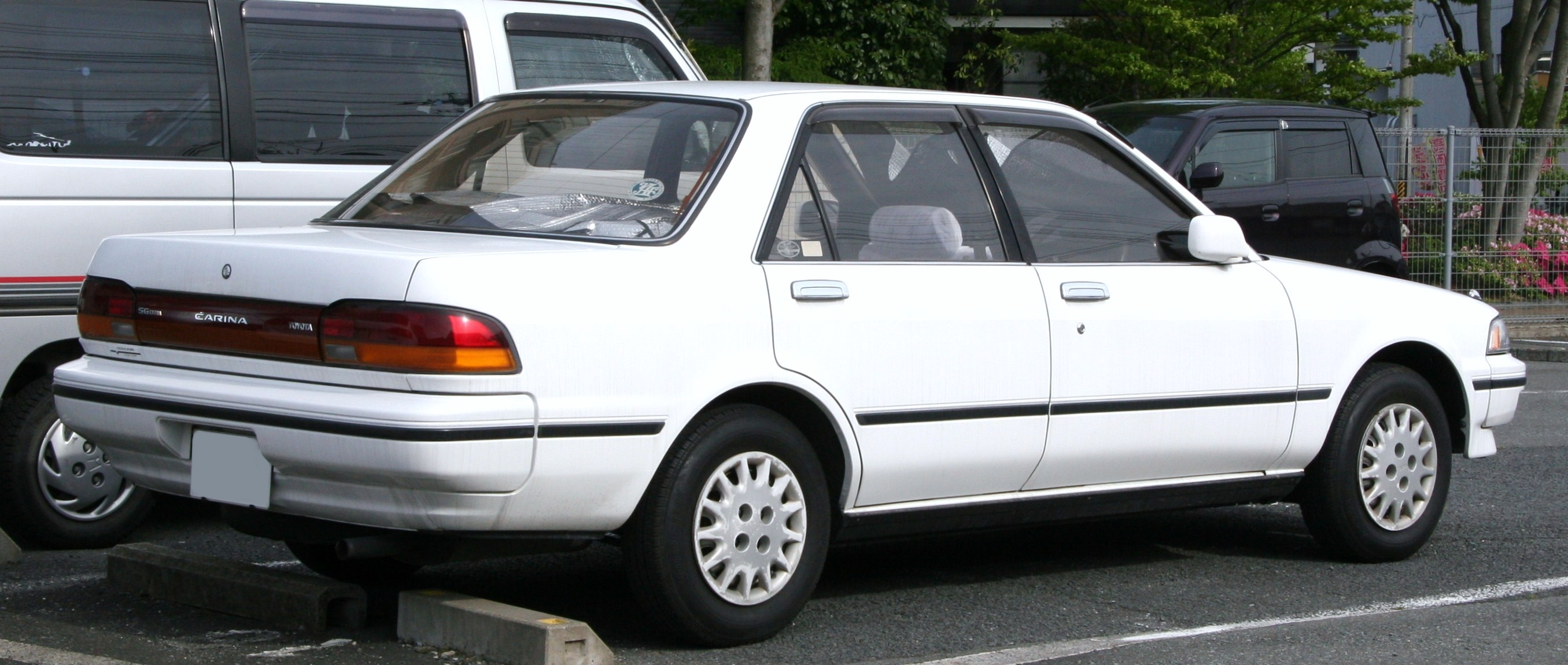
後期型 SGエクストラ

## 6代目 T19#型（1992年 - 1996年）
- 1992年8月 - フルモデルチェンジ。先代よりもボディサイズが大型化された。同年11月にワゴン/バン専用モデルのカルディナ発売に伴い、ラインナップは4ドアセダンのみとなる。エンジンは1,800ccの4S-FE型、1,500ccの5A-FE型、2,000ccディーゼルの2C型の他、リーンバーンエンジンの4A-FE型が設定された。この頃ホンダ・シビックフェリオや三菱・ランサー/ミラージュセダンの各リーンバーン車は快適装備はことごとく排除（ヒーターレスなど）、トランスミッションは5速MTのみという一般ユーザー向けというよりはほぼ営業車、競技用ベース仕様と言うべきものというものが通例であったがこのカリーナは低燃費仕様でありながら快適装備、4速ATも選択できた。4A-GE型エンジン搭載のスポーツモデルが消滅し、4WD車は1,600cc（4A-FE型）から2,000cc（3S-FE型）へと変更された。歴代カリーナの中で、唯一スポーツツインカムエンジン搭載グレード（GT系・G系）が存在しない。これによりコロナとの差別化が曖昧になってしまい、販売は低迷したものの、1500ccエンジンを設定したことで他社の同クラスと比較して廉価であったためか、トヨタ店と付き合いのあるシニア層には一定の評価があった。キャッチコピーは「丘の上のカリーナ」。CM出演は富田靖子と鷲生功（前期のみ）[10]。
- 1994年8月 - マイナーチェンジ。デザインの一部変更が施され、1,800ccエンジンがこれまでの4S-FE型に代わり、より軽量なリーンバーンエンジンの7A-FE型に変更される。2種類のリーンバーンエンジンはともに当時としては高い燃費性能を誇った。希薄燃焼時にメーターディスプレイに表示される。
- 1996年7月[11] - 生産終了。在庫対応分のみの販売となる。
- 1996年8月 - 7代目と入れ替わって販売終了。販売終了前月までの新車登録台数の累計は23万7458台[12]

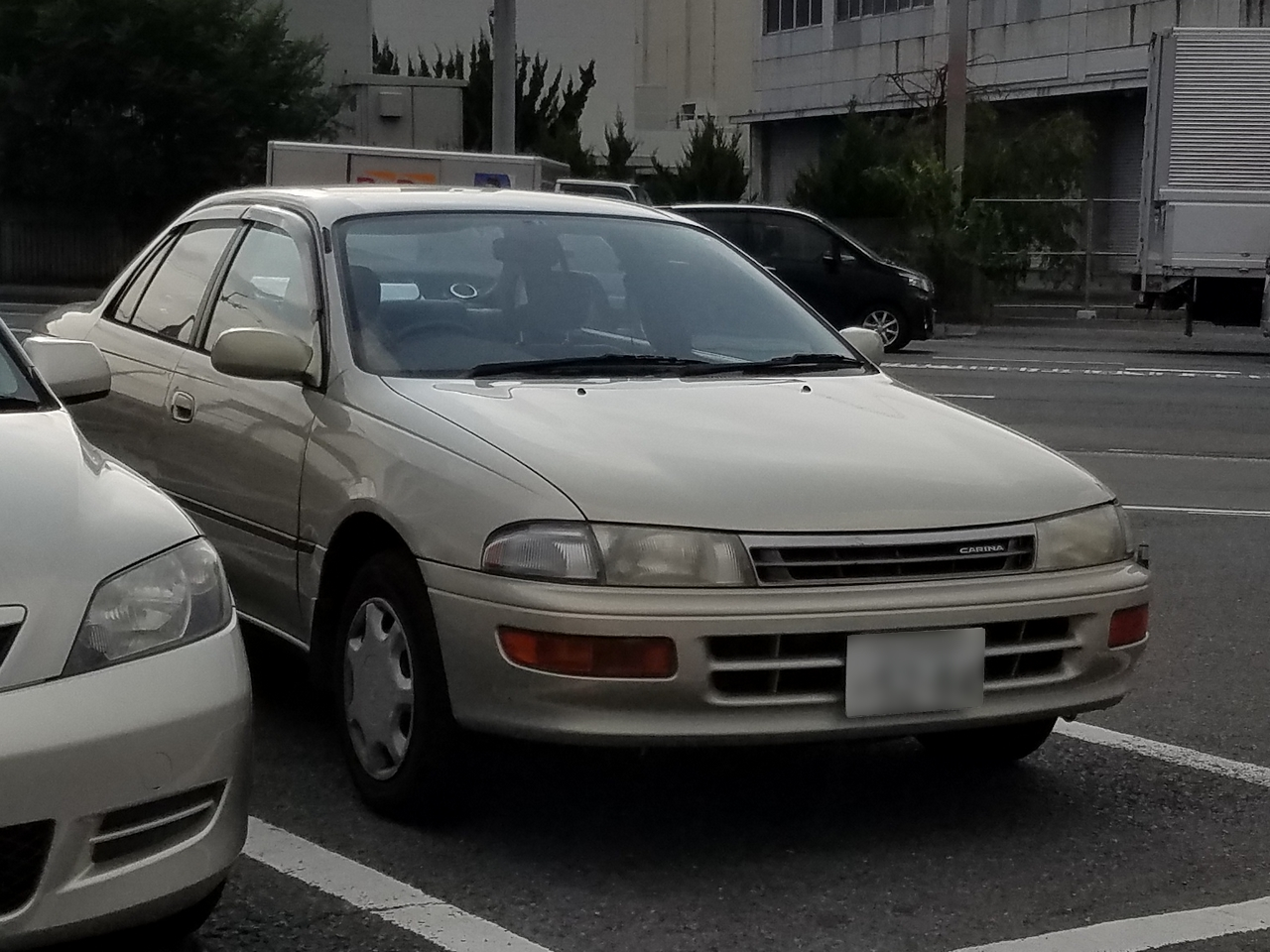
前期型 1.5SX

## 7代目 T21#型（1996年 - 2001年）
- 1996年8月7日 - フルモデルチェンジ。ラインナップは4ドアセダンのみで、完全な国内専用車となった。基本プラットフォームは前モデルのT190系のものを継承した。 テレビCMには役所広司と中村久美が出演、フロントドアパネル、インストルメントパネルはT210系コロナプレミオおよび初代(T190系)カルディナ後期と共通のものとなっている。衝突安全ボディー「GOA」を採用しABSおよびエアバッグを全車標準装備とすることで安全性を高めた。スポーツグレードである「GT」がこのモデルでイメージリーダー機種として復活し（AT210型）、AE111型カローラレビン／スプリンタートレノと共通の1.6Lの4A-GE型（165PS、通称「黒ヘッド」）エンジンと、AE101型後期 - AE111型前期カローラレビン／スプリンタートレノと共通の5速MT（C56型トランスミッション）が組み合わされた[注釈 8]。その他のエンジンは1.8Lの7A-FE型・リーンバーン、1.5Lの5A-FE型ハイメカツインカム、2.0Lの2C-TE型ディーゼルターボを先代から継承し、1.6Lの4A-FE型・リーンバーン仕様は廃止された。全車前後スタビライザーを装備し走行安定性を高めた。前期型のCMにはA4#型が登場した。
- 1997年11月 - 小変更。ドアミラー形状が変更される。またTiをベースにビジネス用途向けの「Eパッケージ」追加[13]。Eパッケージでは助手席エアバッグ、リアスタビライザー、ステアリングチルト機構、UVカットガラス、運転席シートリフター、前席ヘッドレスト前後調整機能、ドアミラー電動格納機能、タコメーター、デジタル式トリップメーター、間欠ワイパー間隔調節機能が省かれた。またホイールは他の仕様が14インチ5穴であるのに対しEパッケージでは13インチ4穴（13×5Jホイール、165SR13タイヤ）に、ホイールキャップがハーフタイプ変更され、それに伴いブレーキサイズが13インチに下げられ前後ともアクスル形状まで異なっている。
- 1997年 - GTをベースに、オートエアコン装備の限定モデル、「GTピエルナ」が発売された。T21#型カリーナでは唯一黒色のボディーカラーを選択できた。
- 1998年8月 - マイナーチェンジ。ヘッドランプとフロントクリアランスランプおよびフォグランプが内部のデザイン変更、さらにヘッドランプはガラス製からプラスチック製になり、リアコンビネーションランプが拡大されそれに伴いリアバンパーフィラーが小型化、リアコンビネーションランプ下から上にエンブレム位置が変更された。バンパー上部とサイドモールはボディカラーと別塗色であったのが同色化され、形状も変更された。フロントグリルが下側に拡大されるなど前面部の意匠が変更された。また、GTグレードはフロントグリルは「CARINA」の文字の代わりに「GT」のエンブレムが入り、ヘッドランプおよびフロントクリアランスランプのリフレクターが一部ブラックアウト処理がなされ、従来より他グレードとの差別化が明確になった。GTのMTモデルにはAE111型後期カローラレビン、スプリンタートレノと共通のC160型トランスミッションが搭載され、従来の5速から6速MTとなった。前輪ブレーキは片持ち1ポットであったキャリパーが片持ち2ポットとなり、ディスクローターの径が拡大された。これに伴いホイール径が1インチ大きな15インチとなった[注釈 9]。リアブレーキはディスク径こそ変わらないがキャリパー型式が変更された。ディーゼルエンジンは2.0Lの2C-TE型から2.2Lの3C-TE型に変更された。リアバルクヘッド補強材とリアサスペンションロアアーム支点を連結する補強材が加えられた。衝突安全性の強化点として、リアシート中央席にヘッドレストが装備された。
- 2001年1月 - 「Siマイロード(プレミアム21)」と「Tiマイロード(プレミアム21)」を追加

従来の「マイロード」にメッキパーツと専用シート、専用ドアトリム表皮などで意匠を差別化し、専用外板色としてホワイトパールクリスタルシャインを設定した。オーディオはCD一体型AM/FM電子チューナーラジオまたはワイドマルチAVステーションIIを選択可能とし、オプションでラジオレスも選択できた。Siマイロード(プレミアム21)は、ベースモデルであるSiに標準装備されているフォグランプが省略されている。
- 2001年11月[14] ｰ 生産終了。以降は在庫対応分のみの販売となる。
- 2001年12月 - 販売終了。販売期間中の新車登録台数の累計は27万3970台[15]後継車のアリオンの登場に伴い、カリーナは7代31年の歴史に幕を閉じた。

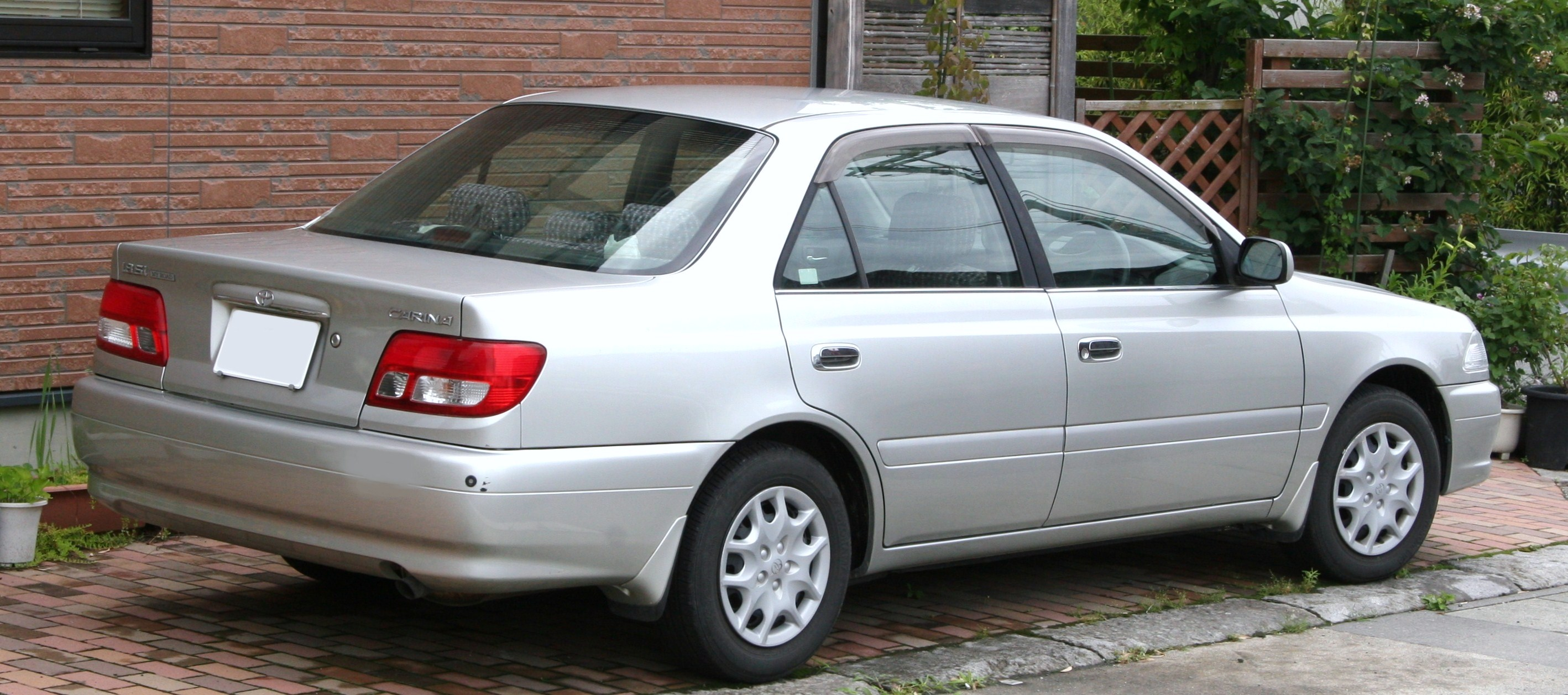
後期型1.5Tiマイロード プレミアム21
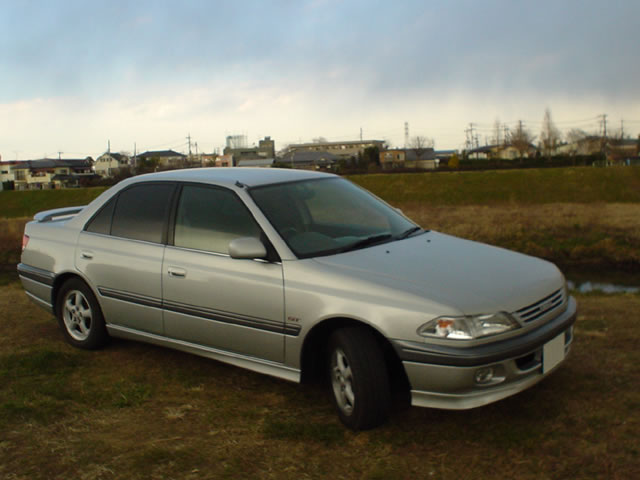
前期型GT
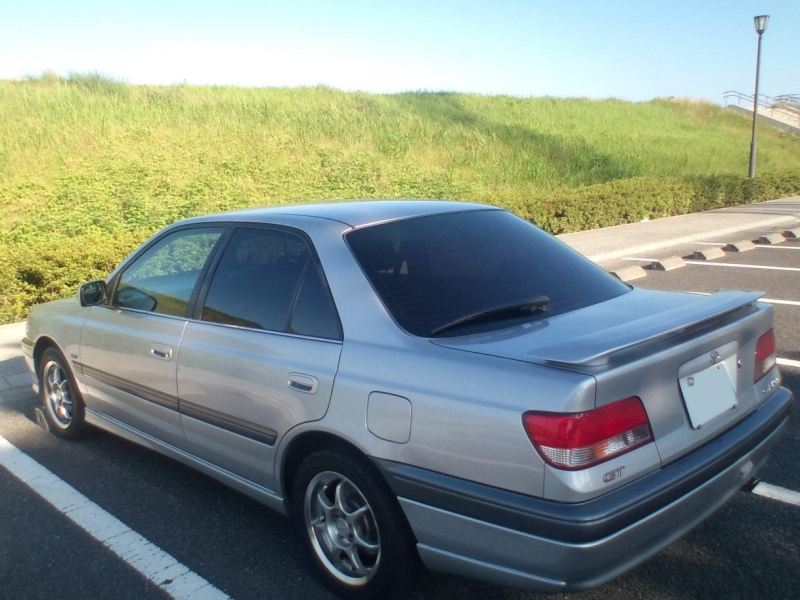
前期型GT リア
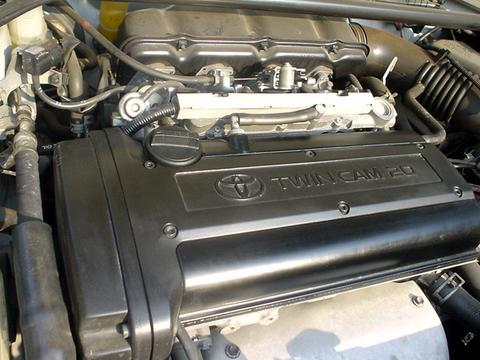
前期型GTの4A-GEエンジン
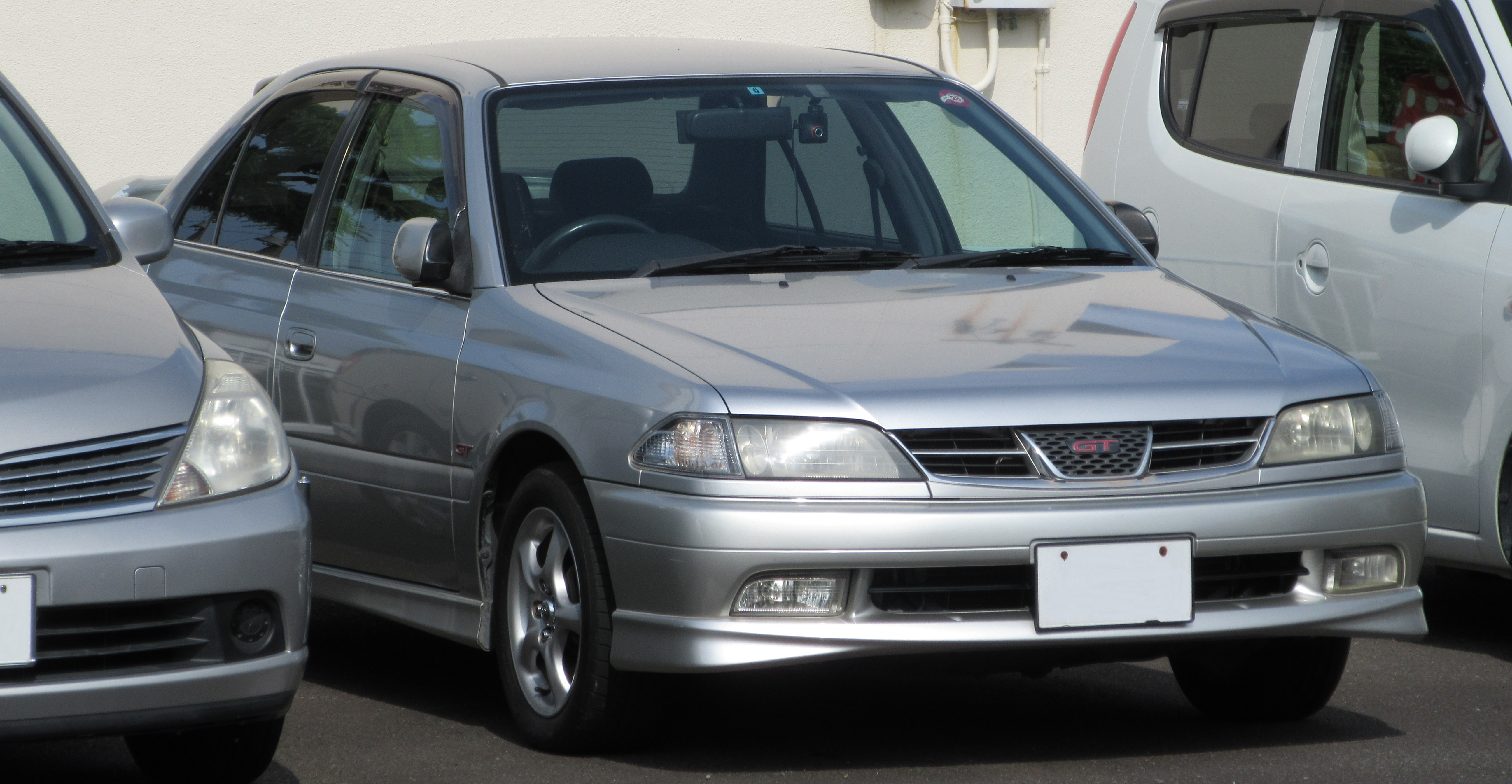
1998年8月改良型 GT